# Dmitri Nikolajewitsch Senjawin

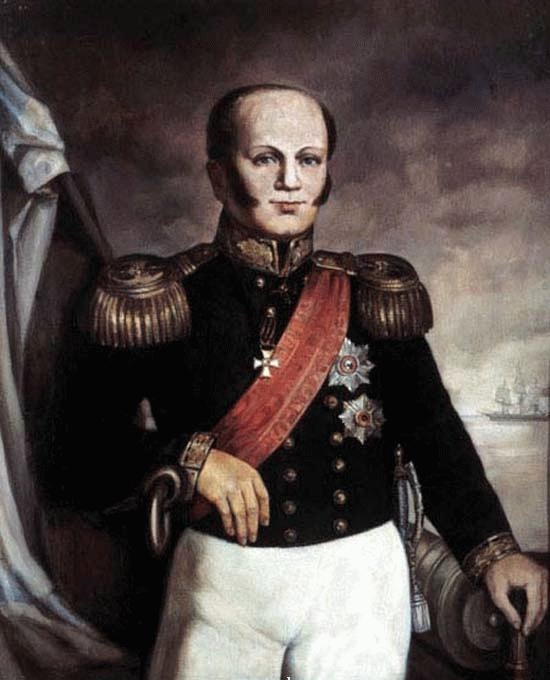
Dmitri Nikolajewitsch Senjawin

Dmitri Nikolajewitsch Senjawin (russ.: Дмитрий Николаевич Сенявин, auch Siniavin; * 6. Augustjul. / 17. August 1763greg. bei Borowsk; † 5. Apriljul. / 17. April 1831greg.) war ein russischer Admiral, der vor allem für seinen Einsatz in den Koalitionskriegen bekannt wurde.

## Leben

### Aufstieg
Dmitri Senjawin wurde 1763 auf einem Familienanwesen bei Borowsk in eine bekannte russische Seemannsfamilie geboren. Sein Onkel Naum Akimowitsch Senjawin hatte als Admiral im Russisch-Österreichischen Türkenkrieg von 1736 bis 1739 gedient.
Senjawin beendete 1780 seine Ausbildung beim Marinekorps. Kurz darauf nahm er an einer Expedition nach Lissabon teil. 1783 trat er der neu gegründeten Schwarzmeerflotte bei und arbeitete bei der Konstruktion der Flottenbasis von Sewastopol. Durch die Reputation und Unterstützung seiner Familie stieg er sehr schnell auf. Als er während einer Reise nach Warna durch sein schnelles Handeln das Kentern eines Flaggschiffes verhindert hatte und nachdem Fürst Potjomkin ihn mit dem Transport diplomatischer Unterlagen betraut hatte, festigte sich sein Ruf endgültig.

### Türkenkrieg
Während des 6. Russischen Türkenkriegs von 1787 bis 1792 nahm Senjawin an der Schlacht von Fidonisi vor der Schlangeninsel (östlich der Donau-Mündung) und an der Eroberung von Otschakiw teil.
Nach der Eroberung Otschakiws reiste Senjawin nach St. Petersburg, um die Zarin Katharina die Große über den Sieg bei Fidonisi zu informieren. 1791 zerstörte eine von Fjodor Uschakow geführte Flotte am Kap Kaliakra eine türkische Flotte. Obwohl Senjawin dort unter Uschakow diente, hatte er nur wenig für dessen Strategie übrig und ließ sich auch nicht von dessen Autorität beeindrucken. In einem sich anbahnenden Streit zwischen Uschakow und Senjawin konnte Fürst Potjomkin durch einen Brief an Uschakow vermitteln.
Während Uschakows Mittelmeerfeldzug von 1798 bis 1800 übernahm Senjawin das Kommando über das Flaggschiff St. Peter. Seine Seeleute stürmten die Insel Lefkas. Am 1. März 1799 nahm er unter Uschakow an der Eroberung der stark befestigten Insel Korfu teil. Nach Ende des Feldzugs übernahm Senjawin die Leitung der Häfen von Cherson und Sewastopol.

### Koalitionskriege

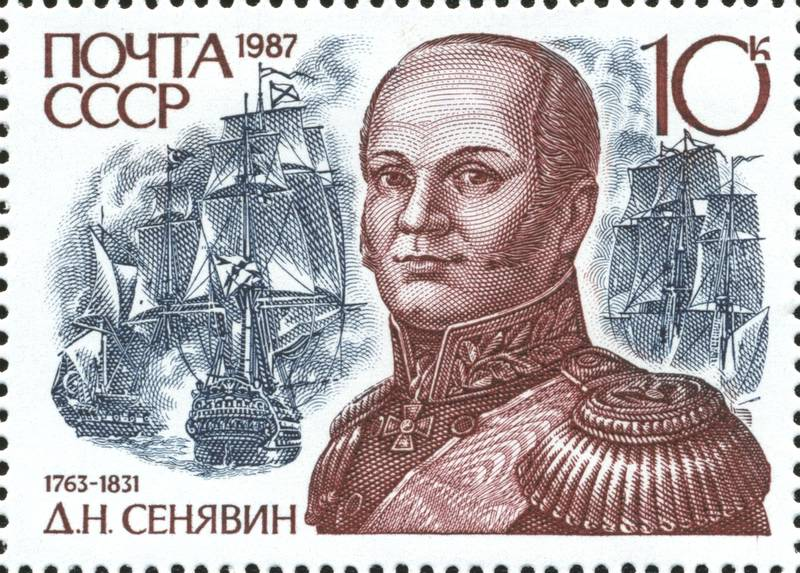
Sowjetische Briefmarke (1987)

Im Jahr 1804 wurde er zum Konteradmiral befördert und mit der Leitung des Hafens von Reval betreut. Drei Jahre danach wurde auf Anweisung des neuen Zaren Alexander I. eine Flotte unter Senjawins Führung ins Mittelmeer entsandt, vor allem um einer weiteren Ausbreitung des französischen Einflusses entgegenzuwirken. Im September 1806 hatte Senjawin die Kontrolle über die südliche Adria wiederhergestellt. Er eroberte die Inseln Korčula und Lissa. Durch den Frieden von Tilsit wurden diese Eroberungen später wieder rückgängig gemacht und die Inseln gingen erneut an Frankreich.
Noch bevor der Friedensvertrag unterzeichnet wurde, brach ein neuer Krieg mit den Türken aus. Senjawins Flotte wurde ins Ägäische Meer beordert und sollte Istanbul angreifen. Senjawin erreichte die Dardanellen am 24. Februar 1807 und eroberte am 23. Märzjul. / 4. April 1807greg. die Insel Tenedos. Senjawin nutzte die Insel als Basis, blockierte die Meerenge und schnitt so den Nachschubweg für die türkische Hauptstadt ab. Nachdem Sultan Selim III. nach einer Revolte abgesetzt wurde, entsandte dessen Nachfolger Mustafa IV. seine Flotte zum Angriff auf Senjawins Schiffe. In der Folge kam es zur Schlacht bei den Dardanellen (11. Mai) und zur Seeschlacht bei Limnos, die die russische Flotte am 19. Junijul. / 1. Juli 1807greg.  für sich entschied. Senjawin blieb in beiden Gefechten siegreich und sicherte damit den russischen Einfluss in der Ägäis bis zum Ende des Krieges.

### Lissabon Zwischenfall
Nach der Unterzeichnung des Friedensvertrages von Tilsit hatte sich die Situation für Senjawin dramatisch verändert. Seine bisherigen Eroberungen gingen erneut an Frankreich. Der bisherige Verbündete England war nun der neue Gegner und Frankreich wurde zum Verbündeten. Nachdem ein Großteil seiner Flotte nach Sewastopol zurückbeordert wurde, sollte Senjawin die restlichen Schiffe in die Ostsee überführen, wo sich bereits der Russisch-Schwedische Krieg anbahnte. Obwohl Senjawin plante, direkt bis nach St. Petersburg zu segeln, zwangen ihn die schlechten Wetterbedingungen in die Flussmündung des Tajo auszuweichen und in Lissabon vor Anker zu gehen. Die russische Flotte wurde schließlich von der britischen Royal Navy festgesetzt. Im November des Jahres eroberte die französische Armee unter Andoche Junot Lissabon. Senjawin zeigte sich hier als brillanter Diplomat, der stets die Neutralität wahrte und damit die Zerstörung seiner Schiffe verhinderte. Nach zähen Verhandlungen wurden Senjawins Schiffe nach Portsmouth überführt. Am 5. August 1809 durfte die Flotte auslaufen und segelte nach Riga, das sie am 9. September 1809 erreichte.
Senjawins Ungehorsam gegenüber dem Zaren führte dazu, dass er kein neues Kommando über eine Flotte erhielt. Während des Vaterländischen Kriegs bekam er lediglich die Leitung des Tallinner Hafens übertragen und erhielt trotz mehrerer Gesuche keine Chance mehr, sich an kriegerischen Auseinandersetzungen zu beteiligen.

### Nach dem Vaterländischen Krieg
Obwohl sich Senjawin im folgenden Jahr zur Ruhe setzte, blieb sein Name in der russischen Flotte sehr populär. Die Dekabristen planten sogar, Senjawin als Mitglied der provisorischen Regierung einzusetzen.
Erst nach dem Tod Zar Alexanders I. im Jahr 1825 wurde Senjawin wieder in die Flotte berufen. In Erwartung eines neuen Konfliktes mit der Türkei, ernannte ihn Nikolaus I. zum Kommandanten der Baltischen Flotte.

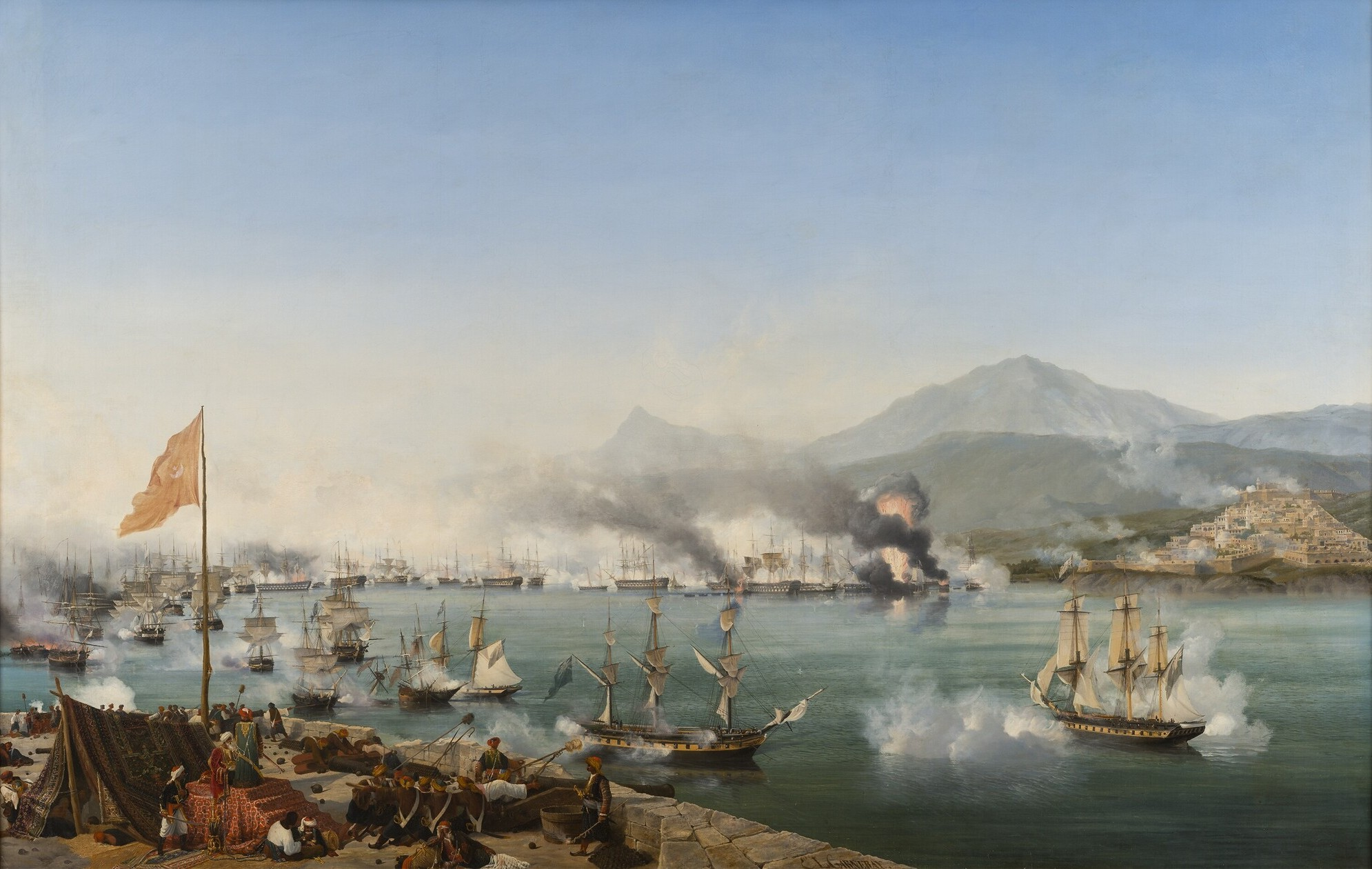
Die Seeschlacht von Navarino

Im folgenden Jahr wurde er zum Admiral befördert und begleitete Login Geidens Flotte ins Mittelmeer, wo die vereinigte Britisch-Französisch-Russische Flotte in der Schlacht von Navarino einen überwältigenden Sieg errang. 1827 wurde er Ehrenmitglied der Russischen Akademie der Wissenschaften in St. Petersburg.
Senjawin starb vier Jahre später und wurde im Beisein des Zaren im Alexander-Newski-Kloster beigesetzt.

## Andenken
Zu seinem Andenken trugen mehrere Schiffe der russischen und sowjetischen Flotten seinen Namen, darunter das Schiff mit dem Friedrich Benjamin von Lütke seine Weltreise unternahm. Weiterhin sind die im Pazifischen Ozean gelegenen Senjawininseln nach ihm benannt.